# Nel blu dipinto di blu

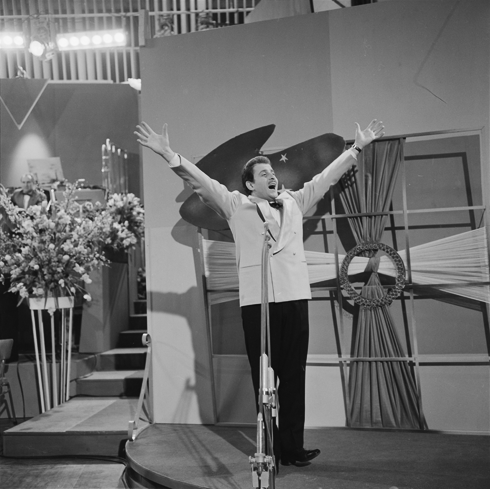
Domenico Modugno podczas konkursu Eurowizji 1958

Nel blu dipinto di blu, znane także jako Volare – utwór włoskiego wokalisty Domenico Modugno, uznawany za jedną z najpopularniejszych włoskich piosenek na świecie.

## Historia utworu
Piosenkę skomponował Domenico Modugno, tekst napisał razem z Franco Migliaccim. Utwór został zaprezentowany przez wokalistę i Johnny’ego Dorelliego w 1958 roku podczas Festiwalu Piosenki Włoskiej, na którym zdobył pierwsze miejsce. W tym samym roku piosenka reprezentowała Włochy podczas 3. Konkursu Piosenki Eurowizji (zajęła ostatecznie 3. miejsce) oraz zdobyła nagrodę Grammy za rok 1958 w kategoriach: nagranie i piosenka roku. W tym samym, 1958 roku polską wersję w tłumaczeniu Oli Obarskiej nagrał Janusz Gniatkowski.

### Nagrywanie
W nagraniu singla wzięli udział:
- Alberto Semprini – dyrygent orkiestry, fortepian
- Sestetto Azzurro – instrumenty
  - Walter Beduschi – gitara basowa
  - Bruno De Filippi – gitara
  - Pupo De Luca – perkusja
  - Ebe Mautino – harfa
  - Mario Migliardi – organy Hammonda

## Wydania fonograficzne
W 1958 roku „Nel blu dipinto di blu” zostało wydane 5-krotnie w wersji singlowej (4 wydania we Włoszech i 1 w USA)
- „Nel Blu, Dipinto Di Blu”/„Vecchio Frac”, Fonit – SP. 30222, Fonit – SP 0475 (Włochy)[5]
- „Nel Blu, Dipinto Di Blu (Volaré)”/„Mariti In Citta”, Decca (2) – 9-30677 (USA)[6]
- „Nel Blu, Dipinto Di Blu”/„Vecchio Frac”, Fonit – SP. 30222, Fonit – SP 0475 (Włochy)[7]
- „Nel Blu, Dipinto Di Blu”/„Strada 'Nfosa”, Fonit – SP. 30208 (Włochy)[8]
- „Nel Blu, Dipinto Di Blu”/„Lazzarella”, Fonit – SP. 30223, Fonit – SP. 0475, Fonit – SP. 0373 (Włochy)[9]